# Meyrié
Meyrié est une commune française située dans le département de l'Isère, en région Auvergne-Rhône-Alpes. Le gentilé des habitants est Meyriot et Meyriote.
La commune appartient à l'unité urbaine de Bourgoin-Jallieu, troisième agglomération du département avec plus de 57 000 habitants en 2013, ainsi qu'à la communauté d'agglomération Porte de l'Isère.

## Géographie

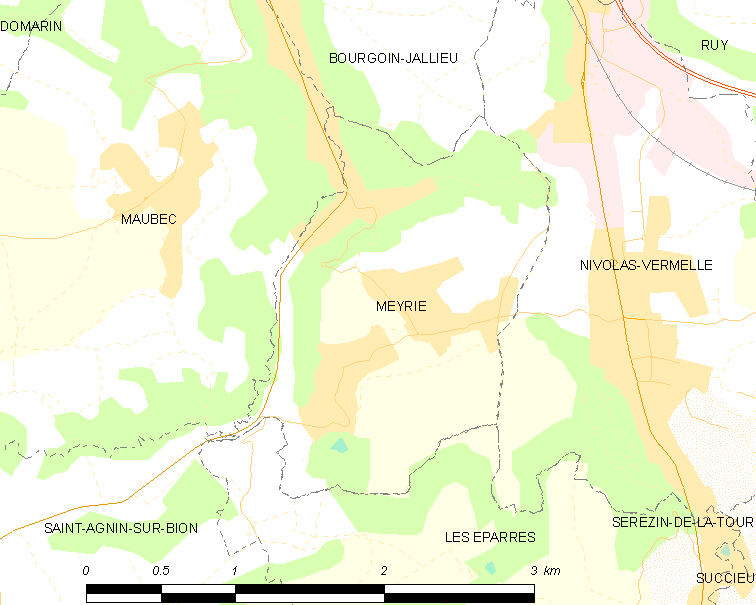
Plan de Meyrié et des communes limitrophes.

### Situation et description
Positionné dans la région naturelle des Terres froides, le territoire de Meyrié se situe dans la partie septentrionale du département de l'Isère à quelques minutes, en voiture ou par les transports en commun, du centre-ville de Bourgoin-Jallieu, principale ville du secteur et commune limitrophe qui marque la limite nord de la commune (avec Domarin et Maubec).

### Climat
Pour des articles plus généraux, voir Climat d'Auvergne-Rhône-Alpes et Climat de l'Isère.
En 2010, le climat de la commune est de type climat océanique altéré, selon une étude du Centre national de la recherche scientifique s'appuyant sur une série de données couvrant la période 1971-2000. En 2020, Météo-France publie une typologie des climats de la France métropolitaine dans laquelle la commune est exposée à un climat de montagne ou de marges de montagne et est dans la région climatique  Alpes du nord, caractérisée par une pluviométrie annuelle de 1 200 à 1 500 mm, irrégulièrement répartie en été. 
Pour la période 1971-2000, la température annuelle moyenne est de 11,2 °C, avec une amplitude thermique annuelle de 17,6 °C. Le cumul annuel moyen de précipitations est de 1 034 mm, avec 9,9 jours de précipitations en janvier et 6,7 jours en juillet. Pour la période 1991-2020, la température moyenne annuelle observée sur la station météorologique de Météo-France la plus proche, « Bourgoin », sur la commune de Bourgoin-Jallieu à 4 km à vol d'oiseau, est de 12,4 °C et le cumul annuel moyen de précipitations est de 844,0 mm,. Pour l'avenir, les paramètres climatiques de la commune estimés pour 2050 selon différents scénarios d'émission de gaz à effet de serre sont consultables sur un site dédié publié par Météo-France en novembre 2022.

### Hydrologie
Le Bion, d'une longueur de 12 kilomètres, est un petit affluent de la Bourbre et un sous affluent du Rhône. Ce cours d'eau borde la partie occidentale de la commune, séparant ainsi Meyrié de la commune voisine de Maubec.
Plusieurs petits ruisseaux, la plupart émissaires de petits étangs locaux, s'écoulent sur le territoire de la commune avant de rejoindre le Bion.

### Voies de communication

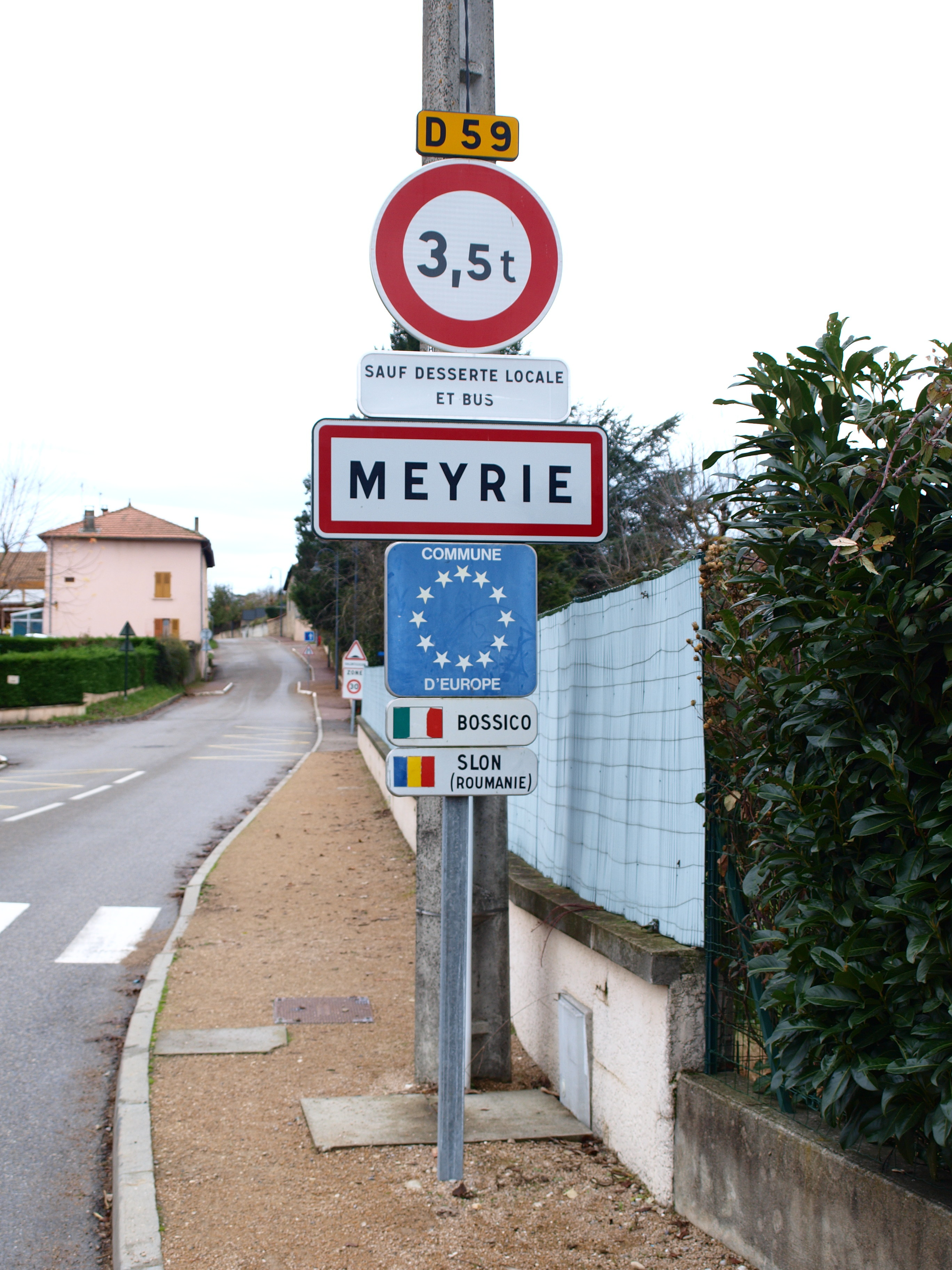
Entrée de la commune (RD59).

Le territoire communal est traversé par les RD522 et la RD59.

## Urbanisme

### Typologie
Au 1er janvier 2024, Meyrié est catégorisée ceinture urbaine, selon la nouvelle grille communale de densité à sept niveaux définie par l'Insee en 2022.
Elle appartient à l'unité urbaine de Bourgoin-Jallieu, une agglomération intra-départementale regroupant neuf  communes, dont elle est une commune de la banlieue,,. Par ailleurs la commune fait partie de l'aire d'attraction de Lyon, dont elle est une commune de la couronne,. Cette aire, qui regroupe 397 communes, est catégorisée dans les aires de 700 000 habitants ou plus (hors Paris),.

### Occupation des sols
L'occupation des sols de la commune, telle qu'elle ressort de la base de données européenne d’occupation biophysique des sols Corine Land Cover (CLC), est marquée par l'importance des territoires agricoles (45,8 % en 2018), en diminution par rapport à 1990 (49,6 %). La répartition détaillée en 2018 est la suivante : 
forêts (28,6 %), zones urbanisées (25,6 %), terres arables (19,3 %), zones agricoles hétérogènes (17,3 %), prairies (9,2 %). L'évolution de l’occupation des sols de la commune et de ses infrastructures peut être observée sur les différentes représentations cartographiques du territoire : la carte de Cassini (XVIIIe siècle), la carte d'état-major (1820-1866) et les cartes ou photos aériennes de l'IGN pour la période actuelle (1950 à aujourd'hui).

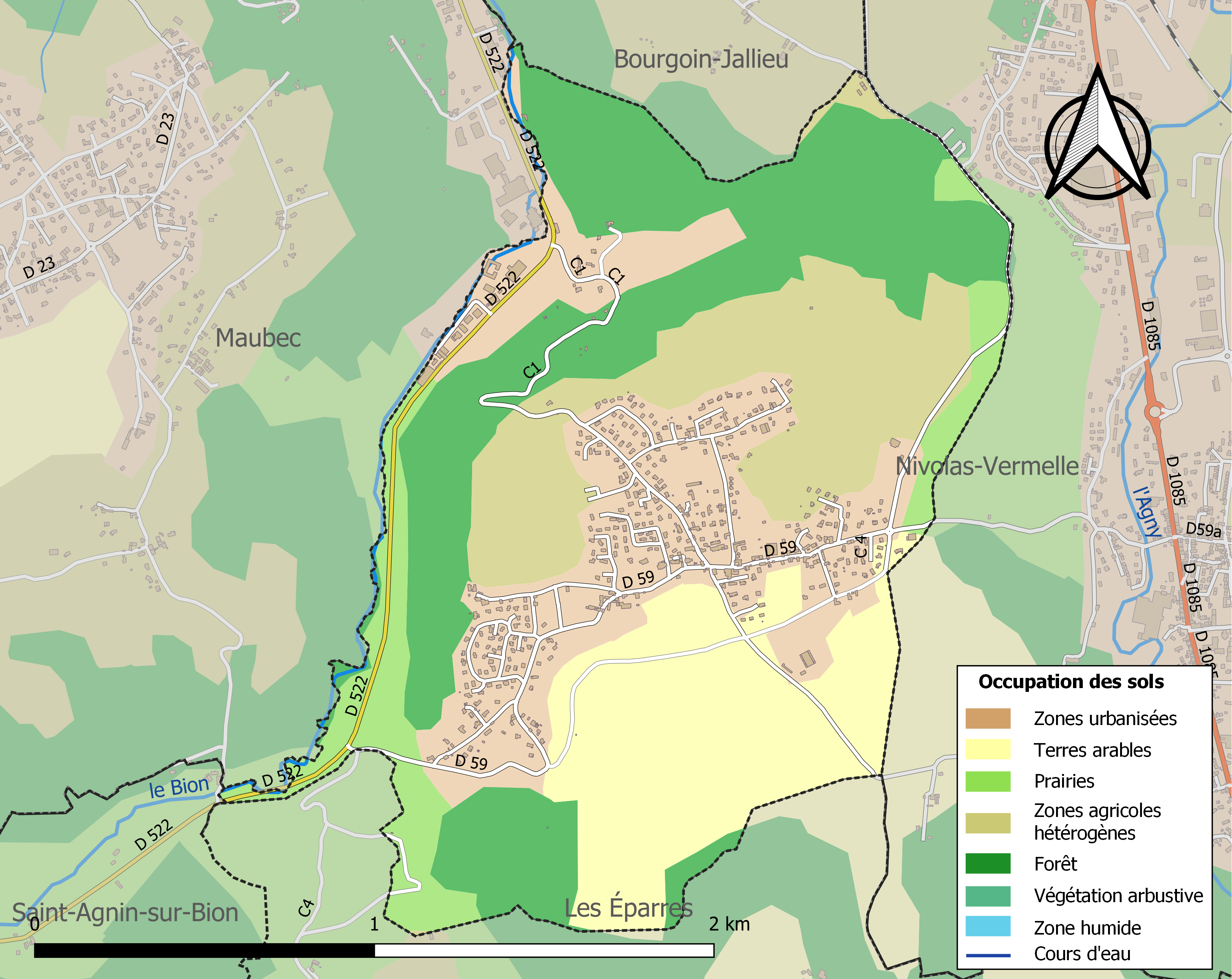
Carte des infrastructures et de l'occupation des sols de la commune en 2018 (CLC).

### Risques naturels

#### Risques sismiques
La totalité du territoire de la commune de Meyrié est située en zone de sismicité no 3 (sur une échelle de 1 à 5), comme la plupart des communes de son secteur géographique.
| Type de zone | Niveau            | Définitions (bâtiment à risque normal) |
| ------------ | ----------------- | -------------------------------------- |
| Zone 3       | Sismicité modérée | accélération = 1,1 m/s2                |

## Toponymie
Mareu au XIIe siècle, puis Mayriacum au XIIIe siècle. Ce toponyme pourrait être lié à l'antique racine peu connue de Meyre, sinon d'un nom de domaine d´origine gallo-romaine Mariacum provenant du gentilice « Marius ».

## Histoire

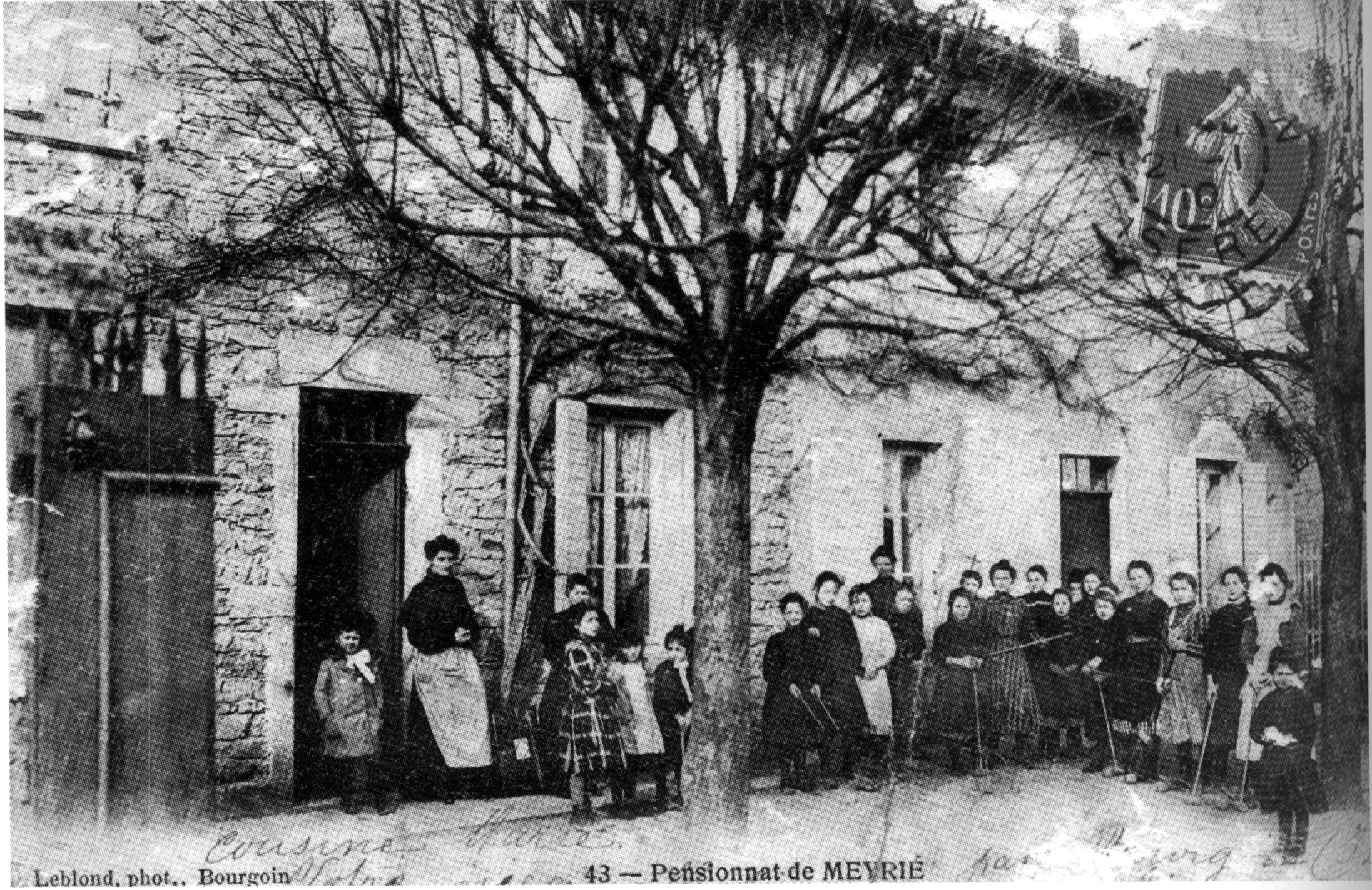
Le pensionnat de Meyrié en 1910.

## Politique et administration

### Administration territoriale
La commune fait partie du canton de Bourgoin-Jallieu-Sud jusqu'en mars 2015, date à laquelle elle est rattachée au nouveau canton de Bourgoin-Jallieu.

### Administration municipale

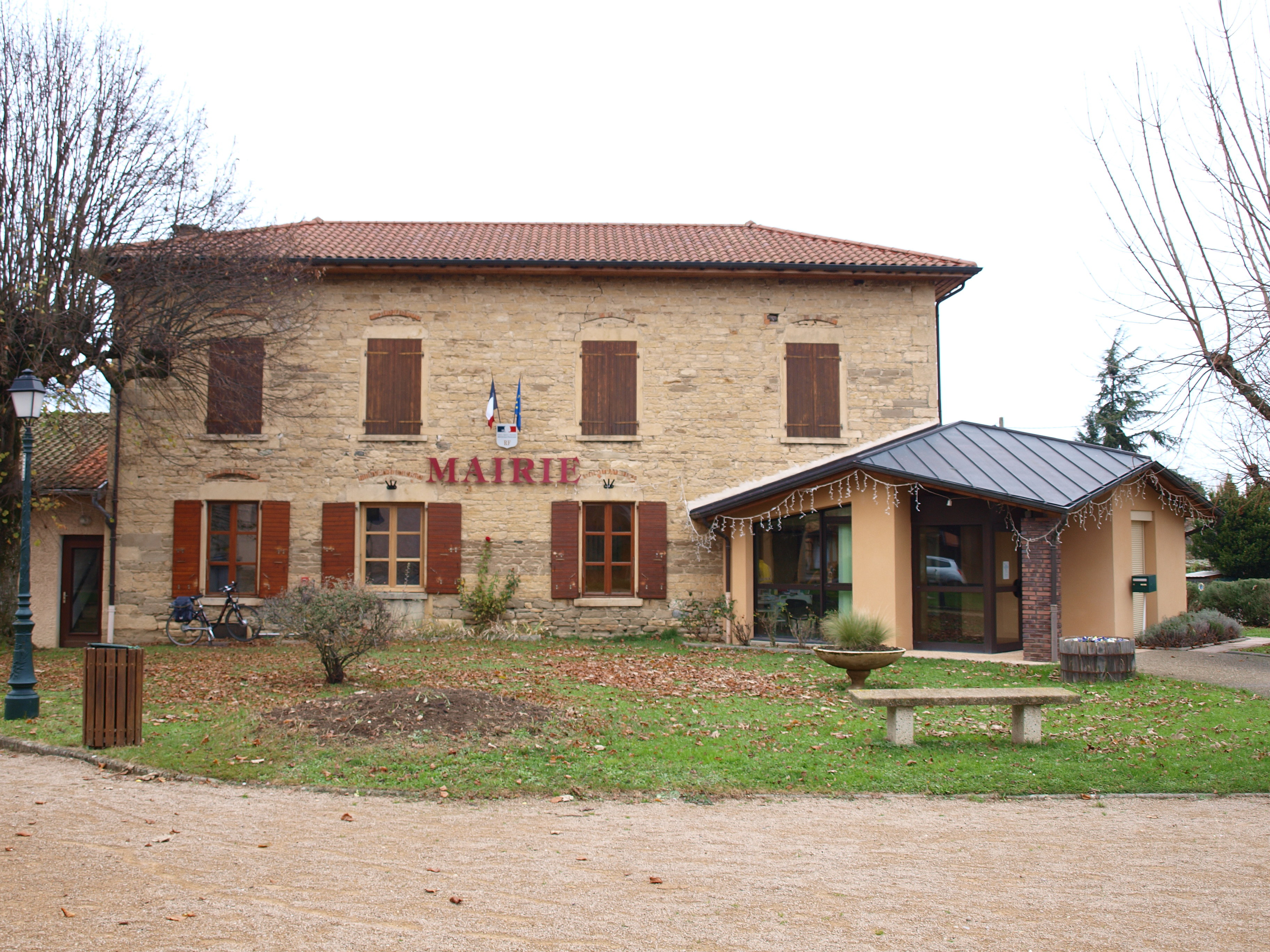
La mairie.

### Liste des maires
| Période    | Période  | Identité       | Étiquette | Qualité                    |
| ---------- | -------- | -------------- | --------- | -------------------------- |
| avant 1988 | ?        | Philippe Gayet |           |                            |
| mars 1994  | 2020     | Eugène Rey     | PS        | Retraité Fonction publique |
| 2020       | En cours | Pascale Badin  |           |                            |

### Intercommunalité
La commune fait partie de la CAPI, communauté d'agglomération Porte de l'Isère.

### Tendances politiques et résultats
| Scrutin             | Scrutin             | 1er tour | 1er tour | 1er tour | 1er tour | 1er tour  | 1er tour | 1er tour | 1er tour | 1er tour | 1er tour | 1er tour | 1er tour | 2d tour | 2d tour | 2d tour | 2d tour | 2d tour | 2d tour |
| Scrutin             | Scrutin             | 1er      | 1er      | %        | 2e       | 2e        | %        | 3e       | 3e       | %        | 4e       | 4e       | %        | 1er     | 1er     | %       | 2e      | 2e      | %       |
| ------------------- | ------------------- | -------- | -------- | -------- | -------- | --------- | -------- | -------- | -------- | -------- | -------- | -------- | -------- | ------- | ------- | ------- | ------- | ------- | ------- |
| Présidentielle 2017 | Présidentielle 2017 |          | EM       | 28,07    |          | FN        | 20,99    |          | LR       | 18,32    |          | LFI      | 15,37    |         | EM      | 67,70   |         | FN      | 32,30   |
| Présidentielle 2022 | Présidentielle 2022 |          | LREM     | 31,99    |          | RN        | 19,95    |          | LFI      | 17,19    |          | REC      | 8,53     |         | LREM    | 64,19   |         | RN      | 35,81   |
| Législatives 2022   | 10e                 |          | Ren-Ens  | 32,11    |          | LFI-Nupes | 24,37    |          | RN       | 19,73    |          | LR       | 7,54     |         | Ren     | 66,06   |         | RN      | 33,94   |
| Législatives 2024   | 10e                 |          | RN       | 34,61    |          | Ren-Ens   | 33,16    |          | LFI-NFP  | 22,46    |          | LR       | 8,45     |         | LFI     | 51,15   |         | RN      | 48,85   |

### Jumelages
La commune est jumelée avec :
- Bossico (Italie) depuis 1982[22].

## Population et société

### Démographie
L'évolution du nombre d'habitants est connue à travers les recensements de la population effectués dans la commune depuis 1800. Pour les communes de moins de 10 000 habitants, une enquête de recensement portant sur toute la population est réalisée tous les cinq ans, les populations de référence des années intermédiaires étant quant à elles estimées par interpolation ou extrapolation. Pour la commune, le premier recensement exhaustif entrant dans le cadre du nouveau dispositif a été réalisé en 2006.

En 2022, la commune comptait 1 088 habitants, en évolution de +8,15 % par rapport à 2016 (Isère : +3,07 %, France hors Mayotte : +2,11 %).
| 1800 | 1806 | 1821 | 1831 | 1836 | 1841 | 1846 | 1851 | 1856 |
| ---- | ---- | ---- | ---- | ---- | ---- | ---- | ---- | ---- |
| 274  | 304  | 327  | 310  | 344  | 390  | 380  | 378  | 370  |

| 1861 | 1866 | 1872 | 1876 | 1881 | 1886 | 1891 | 1896 | 1901 |
| ---- | ---- | ---- | ---- | ---- | ---- | ---- | ---- | ---- |
| 366  | 362  | 321  | 311  | 313  | 293  | 295  | 274  | 262  |

| 1906 | 1911 | 1921 | 1926 | 1931 | 1936 | 1946 | 1954 | 1962 |
| ---- | ---- | ---- | ---- | ---- | ---- | ---- | ---- | ---- |
| 264  | 249  | 238  | 189  | 222  | 184  | 194  | 220  | 241  |

| 1968 | 1975 | 1982 | 1990 | 1999 | 2006 | 2011  | 2016  | 2021  |
| ---- | ---- | ---- | ---- | ---- | ---- | ----- | ----- | ----- |
| 208  | 353  | 690  | 749  | 831  | 923  | 1 036 | 1 006 | 1 067 |

| 2022  | - | - | - | - | - | - | - | - |
| ----- | - | - | - | - | - | - | - | - |
| 1 088 | - | - | - | - | - | - | - | - |

### Enseignement
La commune est rattachée à l'académie de Grenoble.

### Médias
Historiquement, le quotidien à grand tirage Le Dauphiné libéré consacre, chaque jour, y compris le dimanche, dans son édition du Nord-Isère, un ou plusieurs articles à l'actualité de la ville, ainsi que des informations sur les éventuelles manifestations locales, les travaux routiers, et autres événements divers à caractère local.

### Cultes
La communauté catholique de Meyrié dépend de la paroisse Saint-François d'Assise qui recouvre vingt communes et vingt-trois églises. La paroisse est organisée en sept relais, celle de Nivolas-Vermelle porte le nom d'Agny‐Terres Froides.

## Économie

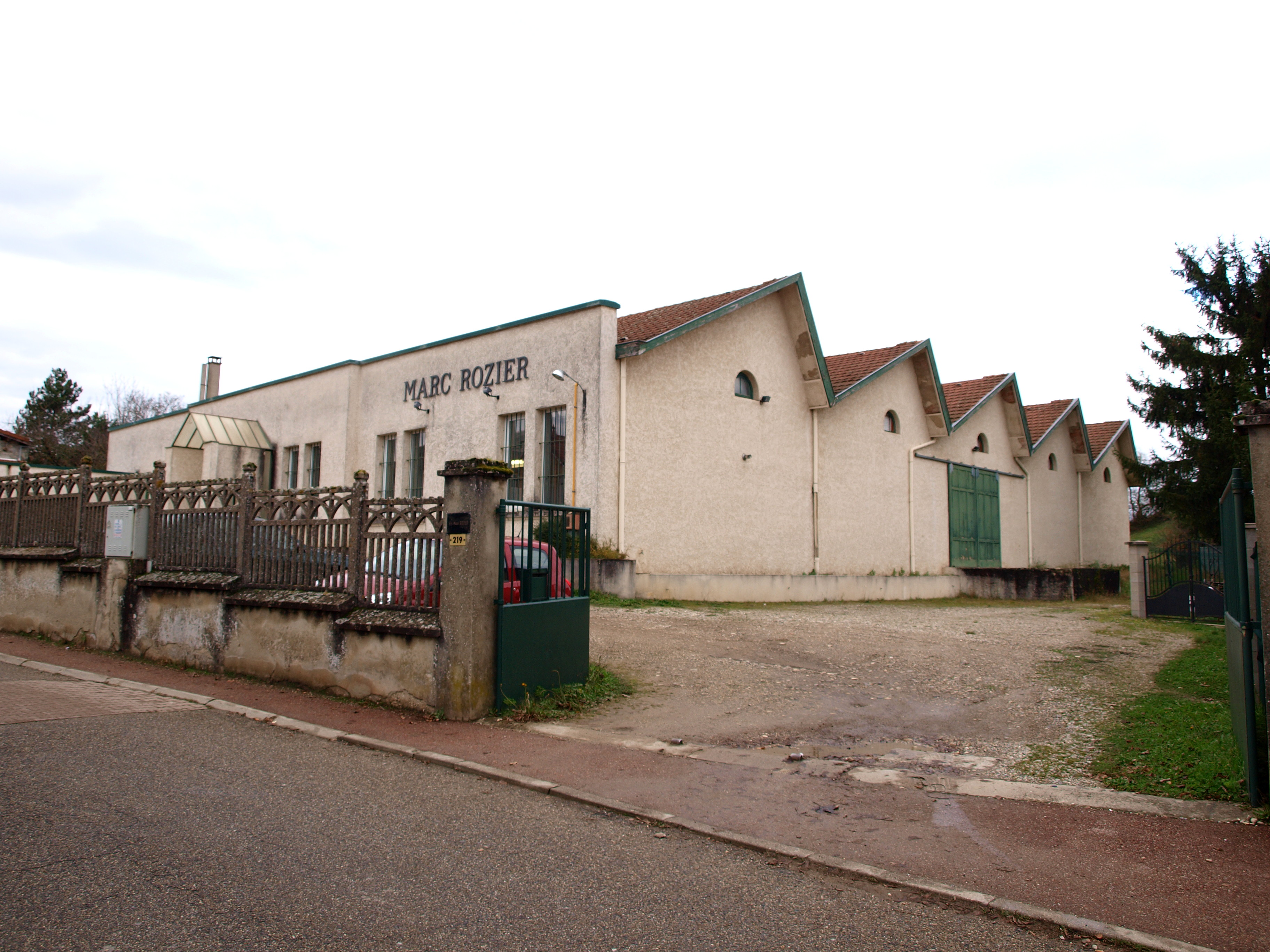
L'usine Marc Rozier.

L'entreprise textile Marc Rozier réalise sa production à Meyrié, où un atelier de tissage en partenariat avec le musée de Bourgoin-Jallieu a lieu durant la saison 2013 - 2014.

## Culture et patrimoine

### Lieux et monuments
- la chapelle de Notre Dame de la Salette.

Il s'agit d 'un bâtiment de style composite dominée par un clocheton situé sous une flèche élancée. À l’arrière du bâtiment, au-dessus de la sacristie qui sert de piédestal, une statue de la Vierge au front ceint d’un diadème et aux mains étendues pour bénir la vallée du Bion.
- l'église Notre-Dame-et-Saint-Clair de Meyrié.
- le monument aux morts, datant de 1920.

Quelques photos de bâtiments dans la commune
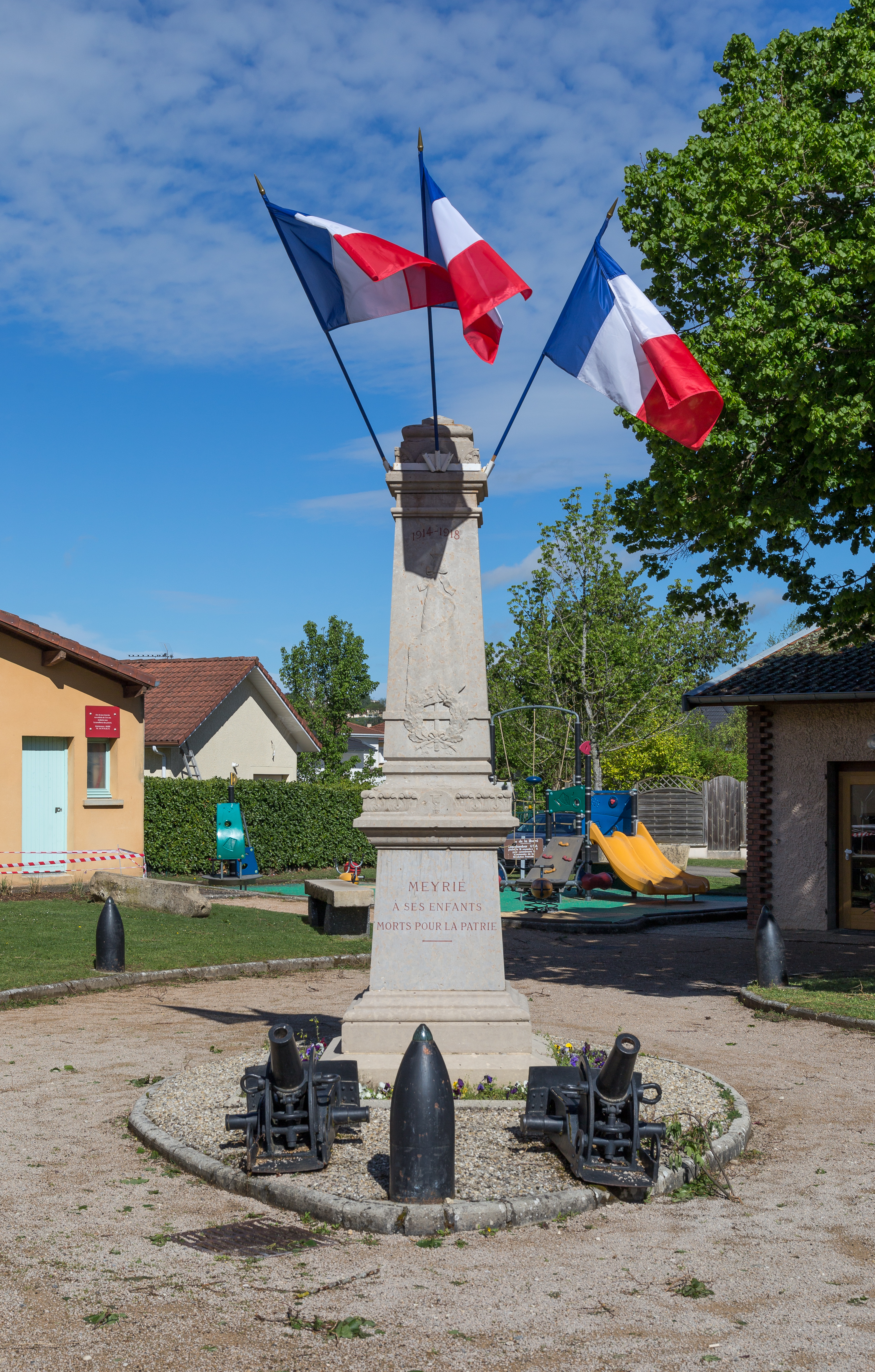
Le monument aux morts.
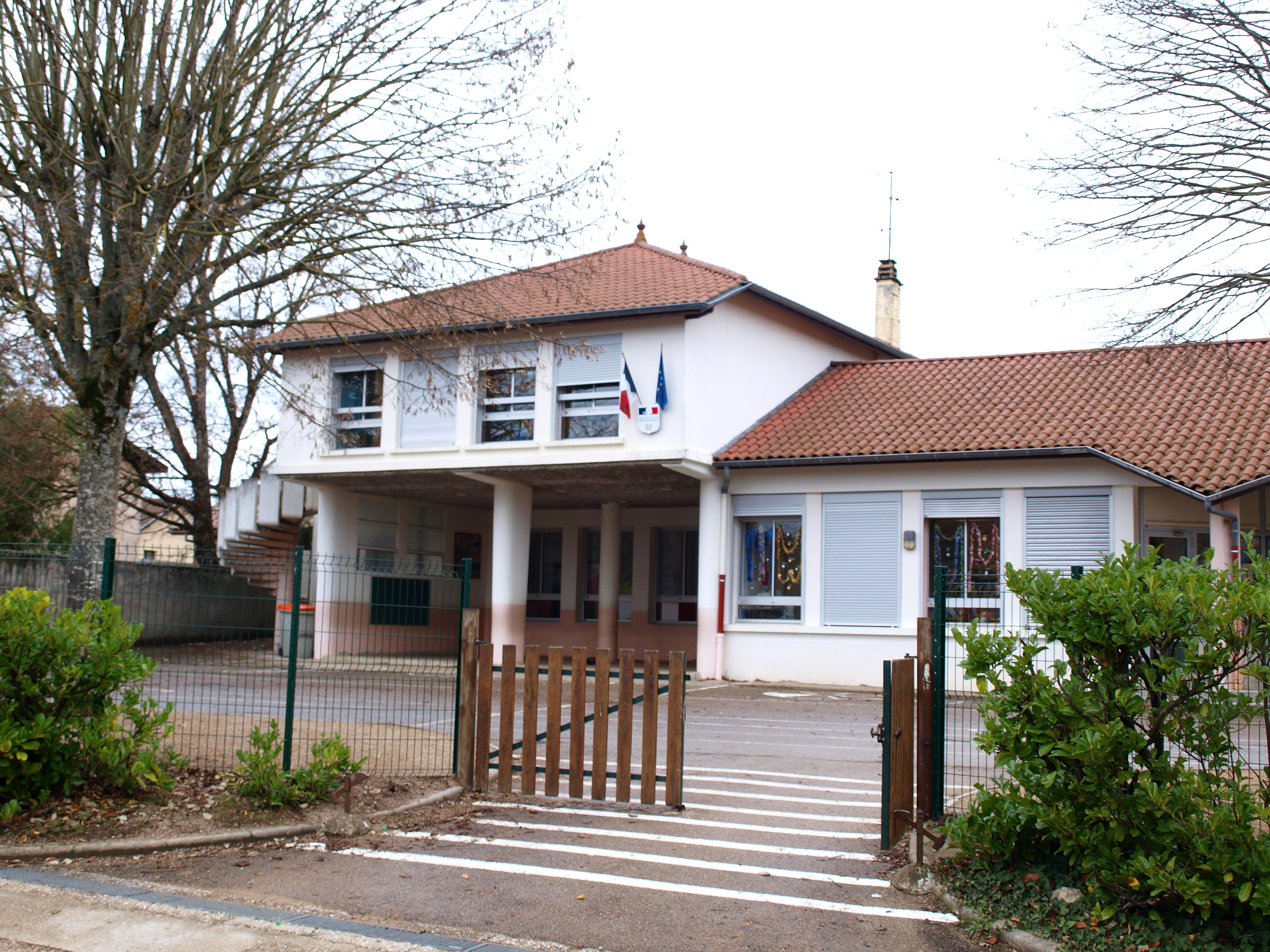
L'école.
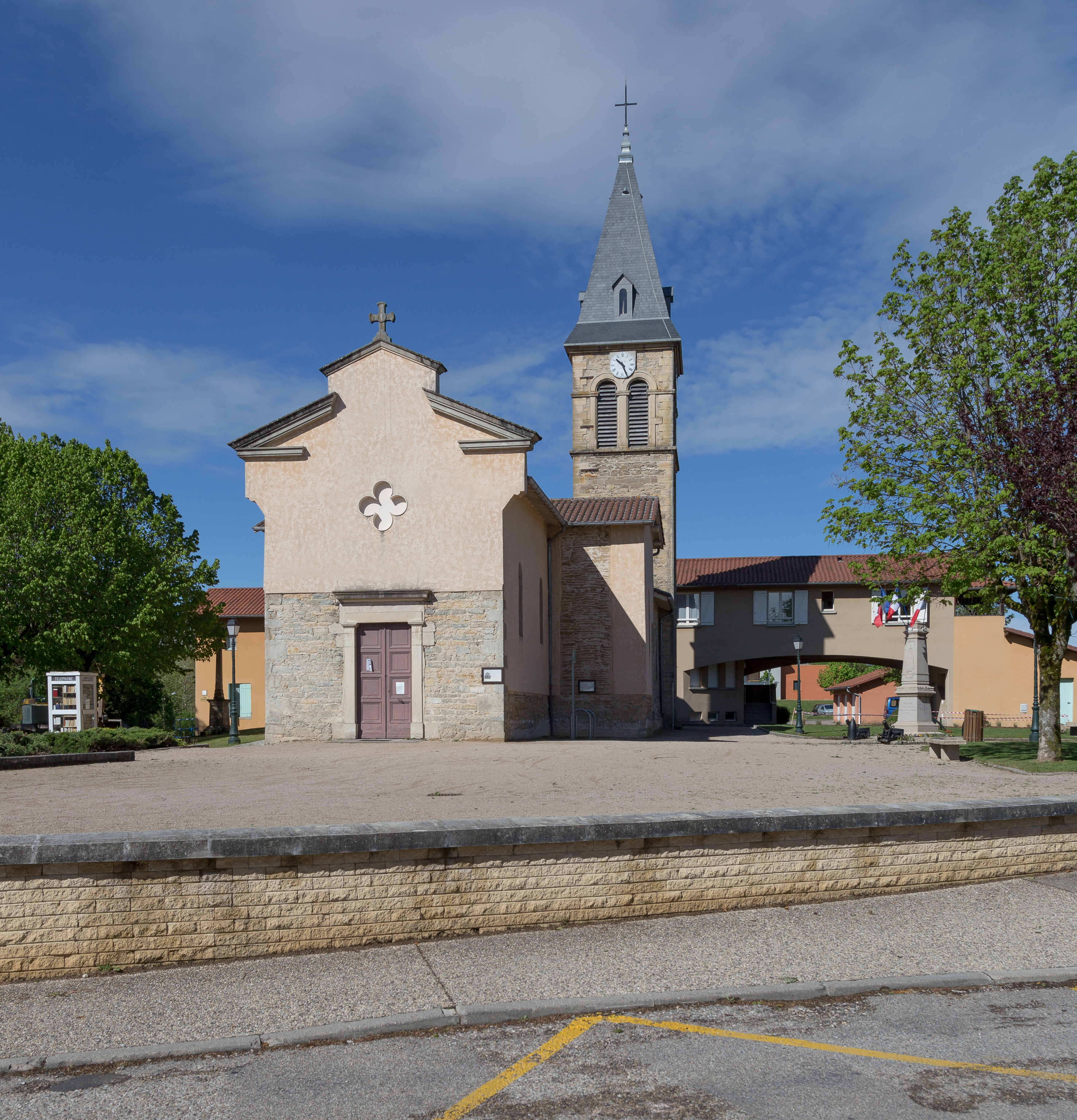
L'église.
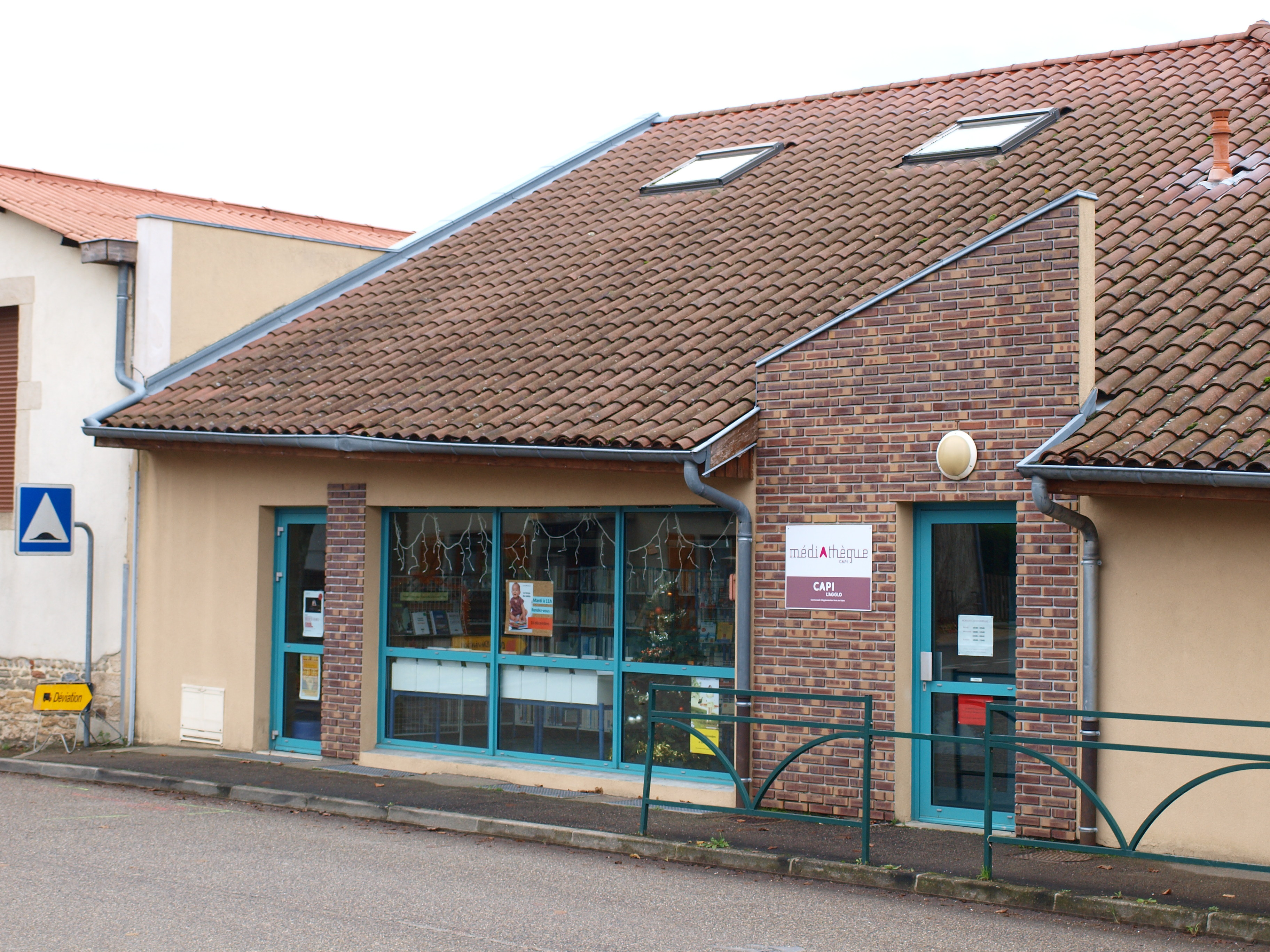
La médiathèque.
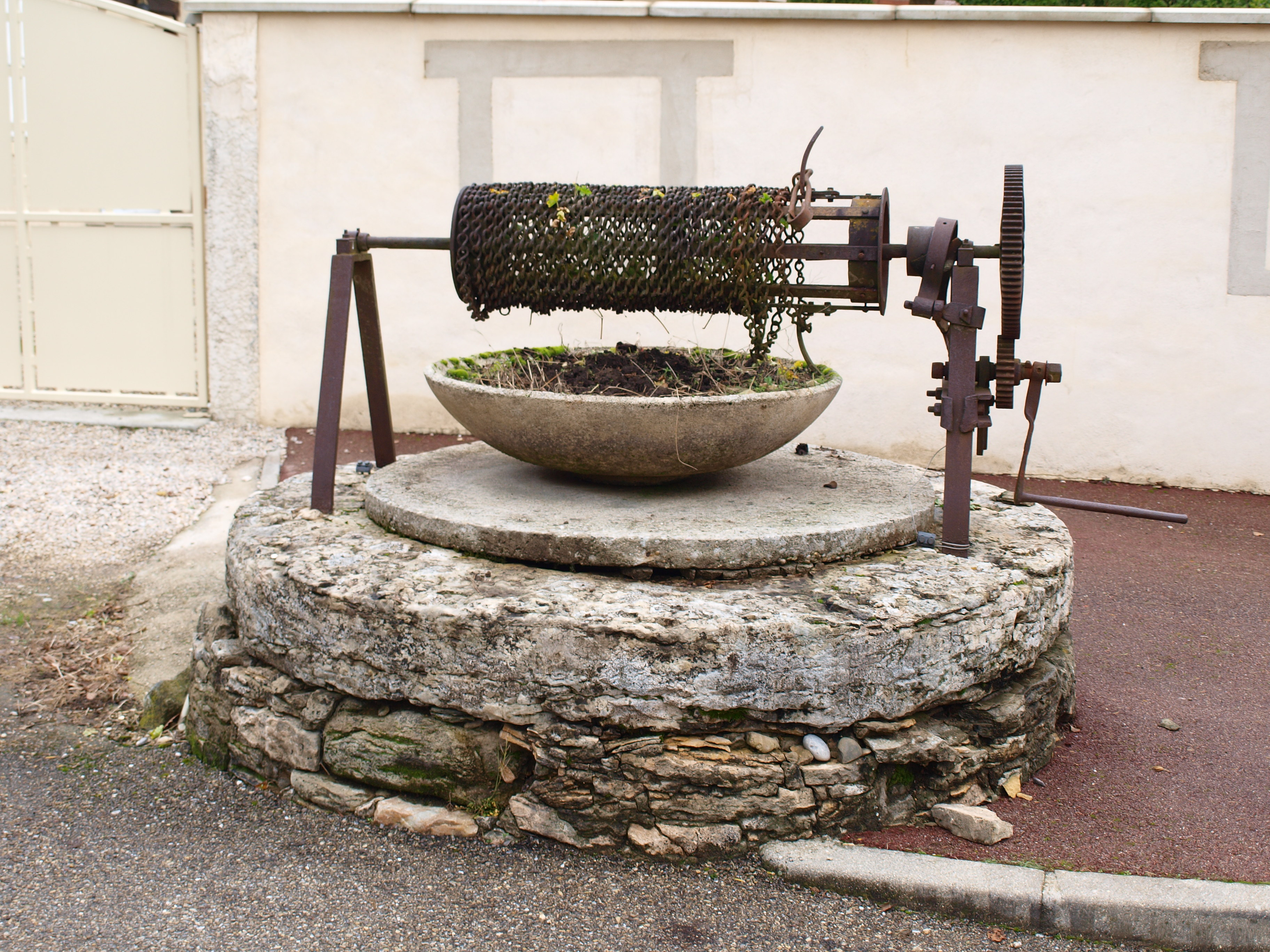
Puits
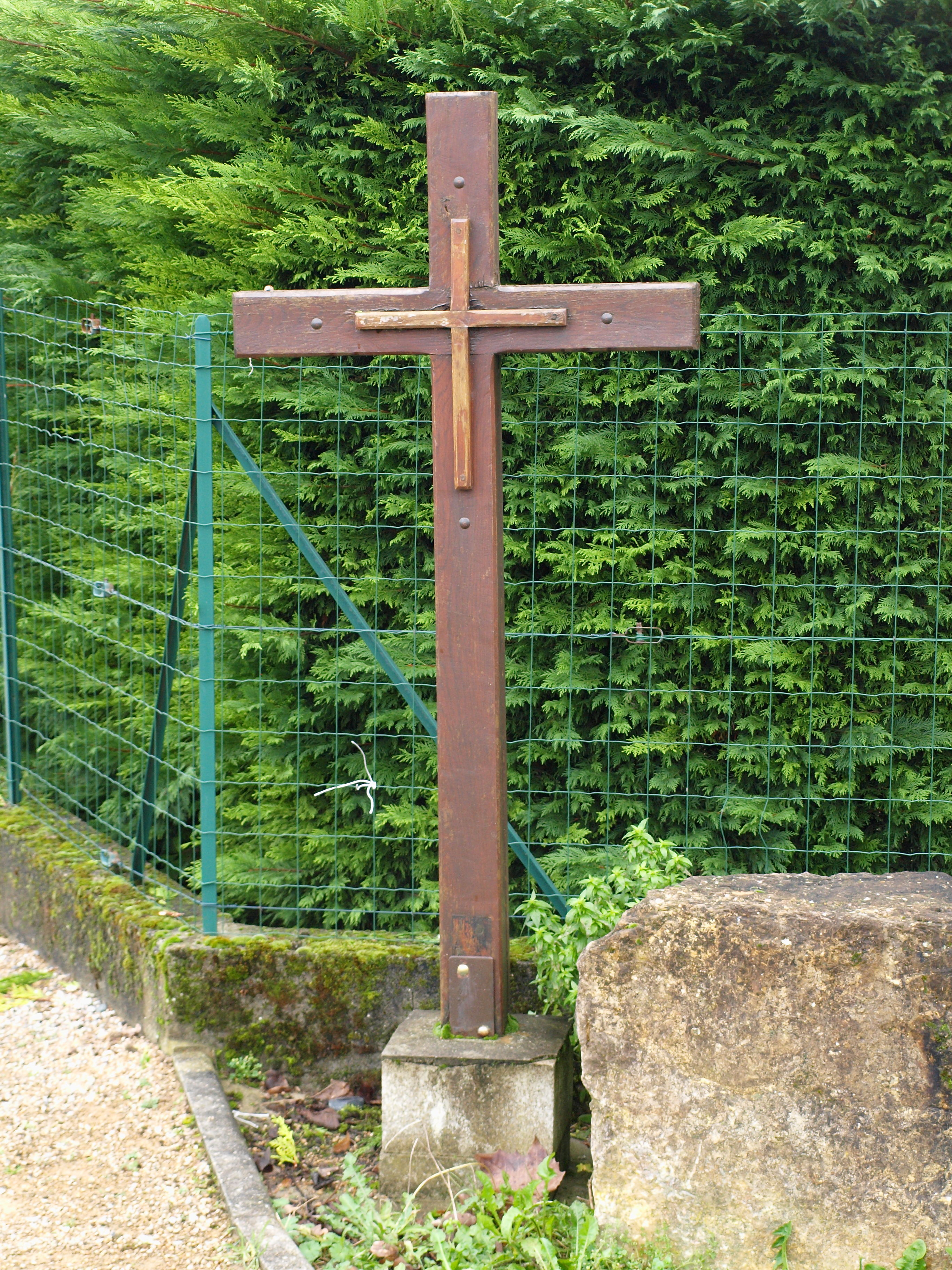
Croix

### Héraldique
|  | Meyrié possède des armoiries dont l'origine et le blasonnement exact ne sont pas disponibles. |